# 扭格粒螺
扭格粒螺（学名：Inella distorta）为左錐螺科格粒螺屬下的一个种。